# Brody (Ucraina)
Brody (in ucraino Броди?, in polacco Brody, in russo Броды?, in tedesco Brody, in yiddish: בּראָד, Brod) è una città dell'Ucraina (23 134 abitanti) situata nel distretto di Zoločiv, nell'oblast' di Leopoli. Ospita l'amministrazione della comunità territoriale di Brody, una delle comunità territoriali dell'Ucraina.
Fino al 18 luglio 2020 Brody è stata il centro amministrativo del distretto di Brody, abolito come parte della riforma amministrativa dell'Ucraina, che ha ridotto a sette il numero dei distretti dell'oblast' di Leopoli. L'area del distretto di Brody è stata trasferita al distretto di Zoločiv.
Brody è il crocevia fra l'Oleodotto dell'Amicizia e l'oleodotto Odessa-Brody.

## Geografia
Brody sorge nelle pianure della regione storica della Galizia, lungo le rive del fiume Bovdruka. È situata a circa 90 km a nord-est di Leopoli e a 440 km ad ovest di Kiev. È il capoluogo del distretto omonimo.

## Storia
Il primo riscontro documentale di un insediamento urbano nell'area di Brody risale al 1084. Si ritiene che sia stato successivamente distrutto da Batu Khan nel 1241. Da 1441 Brody appartenne a diverse famiglie di feudatari (Jan Sieniński, dal 1511 i Kamieniecki).
Brody ottenne il diritto di Magdeburgo e lo status di città nel 1546. A quel tempo era nota con il nome di Lubicz (Любич, in polacco: Lubicz) che diede il nome all'arma di Lubicz portata da Stanisław Żółkiewski.
Dal 1629, la città divenne proprietà di Stanisław Koniecpolski, che la trasformò in una fortezza (1630-1635). Nel 1648, Bohdan Chmel'nyc'kij l'assediò invano per otto settimane. La fortezza era stata progettata dall'ingegnere militare francese Guillaume Le Vasseur de Beauplan.

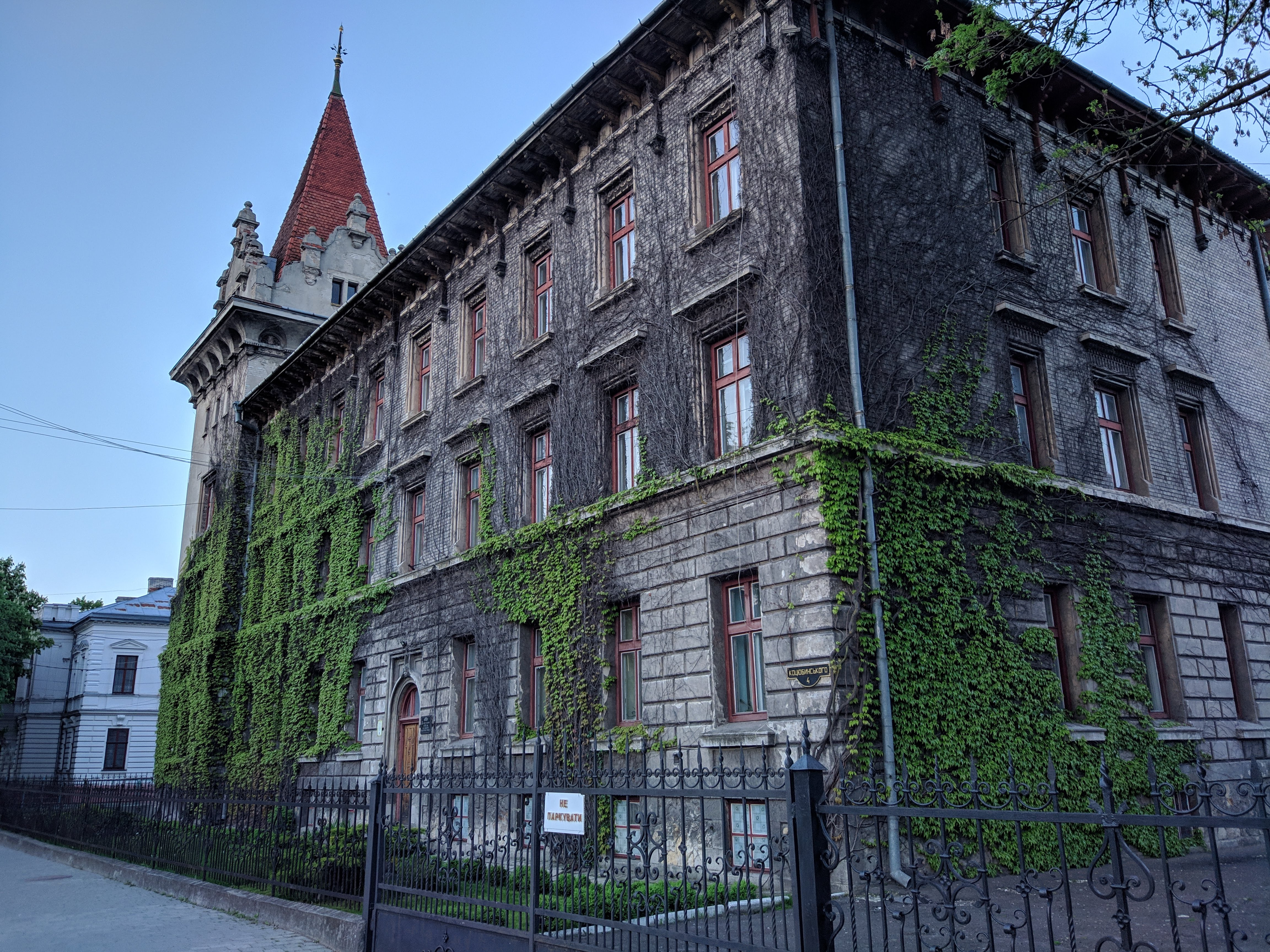
La torre dell'edificio dell'ex tribunale distrettuale a Brody. Oggi ospita una scuola pedagogica

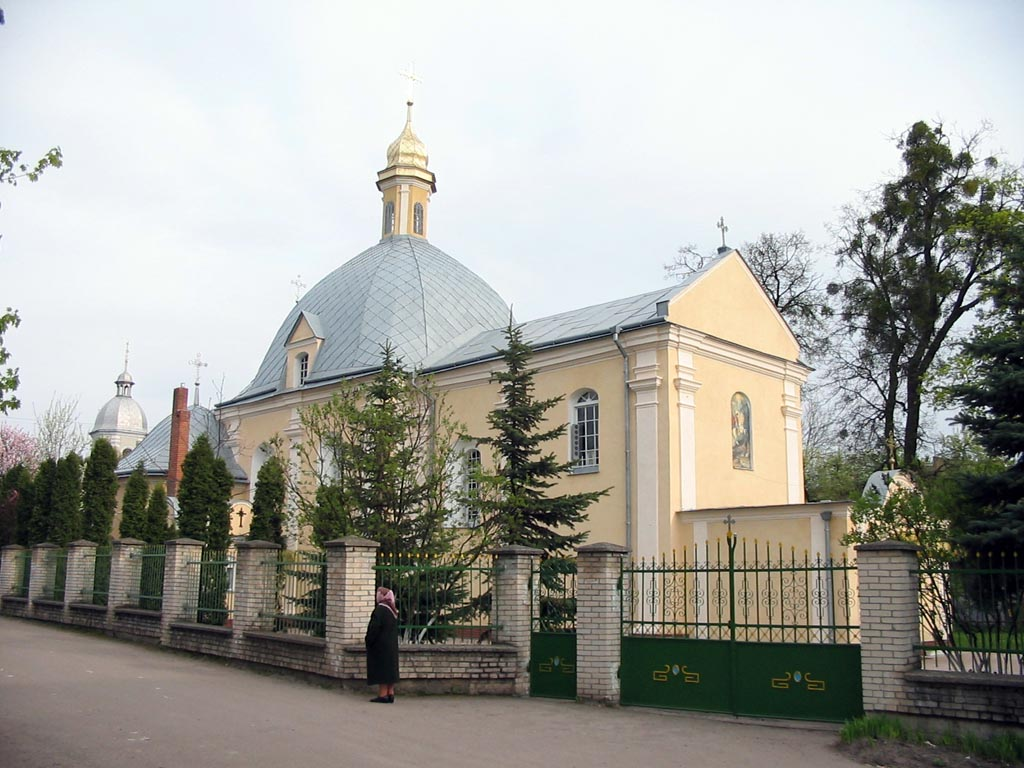
Una chiesa di Brody

Nel 1704 Brody fu acquistata dalla famiglia Potocki. Nel 1734 la fortezza fu distrutta dall'esercito russo e ricostruita da Stanisław Potocki in stile barocco. Nel 1772, in seguito alla Prima spartizione della Polonia, Brody divenne parte della Galizia asburgica e soprattutto, un importante centro frontaliero con la Repubblica delle Due Nazioni.
Nel 1779 Brody ricevette dall'imperatore austriaco il privilegio del porto franco. Brody divenne quindi un importante centro di commercio di transito tra est ed ovest e diverse aziende commerciali internazionali. Nella cittadina, dal 1795 posta al confine con l'Impero russo, aprirono uffici e magazzini. Nel 1812 Wincenty Potocki fu costretto dal governo austriaco a demolire le fortificazioni della città.
A partire dal XVIII secolo, la città fu popolata in maggioranza da ebrei (che nell'Ottocento e primo Novecento arrivarono a costituire il 70-90% della popolazione), con significative minoranze di ucraini e polacchi, ma anche di armeni, greci e scozzesi, diventando la città dell'Europa dell'est con la più alta percentuale di popolazione ebraica Un crocevia e un centro di commercio ebraico nel XIX secolo, la città era considerata uno shtetl. Era particolarmente famosa per i Brodersänger, che furono fra i primi a presentare in pubblico canzoni yiddish al di fuori delle rappresentazioni di Purim e delle feste nuziali.
La promulgazione delle leggi di Maggio e il conseguente massiccio esodo di ebrei russi colse completamente impreparate le classi dirigenti ebraiche occidentali. Per tutto il 1881, centinaia di immigrati continuarono ad arrivare giornalmente a Brody. Questi arrivi gettarono nel marasma i correligionari austriaci e tedeschi: l'agiata classe media ebraica dell'Europa centrale e occidentale fece istintivo ricorso all'Alliance Israélite Universelle, la più grande società filantropica ebraica del mondo, per far fronte all'emergenza. Fu in quegli anni che qui nacque il grande scrittore Joseph Roth, nel settembre 1894, figlio di un'ebrea russa e di un austriaco.
La città fu teatro di gravi distruzioni compiute dagli eserciti polacco e russo nella Guerra sovietico-polacca del 1920 ed è descritta diffusamente da Isaak Babel', come combattente della Prima armata di cavalleria russa, nella sua opera L'armata a cavallo. Dopo il conflitto, divenne parte della Seconda Repubblica di Polonia e più precisamente del Voivodato di Ternopil'. Brody era un'importante base militare, in cui erano acquartierate le truppe della brigata di cavalleria Kresowa.
Nel settembre del 1939, dopo la sconfitta polacca nella Seconda guerra mondiale, Brody fu occupata dall'Armata Rossa in ossequio al Patto Molotov-Ribbentrop. Fra il 26 e il 30 giugno 1941 una battaglia di mezzi corazzati fu combattuta presso la città e nei centri vicini di Dubno, Luc'k e Rivne, tra le Panzer-Divisionen tedesche del Panzergruppe 1 e cinque potenti corpi meccanizzati sovietici, con ingenti perdite su entrambi i fronti.
Nel dicembre del 1942 gli occupanti tedeschi costrinsero la popolazione ebraica a trasferirsi in un ghetto all'interno della città. La maggior parte dei 9 000 ebrei che abitavano la città prima della guerra morì nei campi di concentramento, di fame o di fatica oppure fu fucilata. Di quella che prima della seconda guerra mondiale era una delle più grandi comunità ebraiche della Galizia, oggi non restano che le rovine della Sinagoga grande di Brody e l'immenso cimitero ebraico. Durante il periodo di luglio-agosto del 1944, Brody e le zone vicine assistettero alle battaglie dell'Offensiva Leopoli-Sandomierz (nota anche come Brodovskij Kotel) in cui l'esercito sovietico riuscì ad accerchiare e annientare le forze tedesche.
Durante la guerra fredda, la base aerea di Brody fu impiegata dall'aviazione sovietica.
Il Museo storico-etnografico di Brody è stato fondato nel 2001.

## Monumenti e luoghi d'interesse

### Architetture militari
- Castello di Brody

### Architetture religiose
- Chiesa della Natività della Beata Vergine
- Sinagoga grande di Brody, costruita come sinagoga-fortezza nel XVIII secolo, versa in condizione di grave abbandono e degrado.